# Hesycha bimaculata
Hesycha bimaculata là một loài bọ cánh cứng trong họ Cerambycidae.